# Juan Carlos Burbano
Juan Carlos Burbano, né le 15 février 1969 à Quito, est un footballeur équatorien.

## Biographie
En juin 2002, le sélectionneur Hernán Darío Gómez annonce que Juan Carlos Burbano est retenu dans la liste des 23 joueurs pour jouer la Coupe du monde 2002 au Japon.